# Escut d'Estaràs
L'escut oficial d'Estaràs té el següent blasonament:
Escut caironat: de gules, tres garbes de blat lligades d'or. Per timbre una corona mural de poble.
Va ser aprovat el 14 de desembre de 1989 i publicat al DOGC el 12 de gener de 1990 amb el número 1241. Les garbes de blat simbolitzen la fertilitat de les terres del poble. El seu nombre evoca les tres senyories de dins el municipi, cadascuna amb el seu propi castell: Vergós Guerrejat, Alta-riba i Estaràs.